# Zuza
Zuza (Zutza en euskera y cooficialmente) es un señorío y coto redondo actualmente despoblado y de propiedad privada del municipio de Lónguida, perteneciente a la Comunidad Foral de Navarra.

## Historia
Hacia mediados del siglo XIX, el lugar, ya por entonces perteneciente a Lónguida, tenía contabilizada una población de 44 habitantes. Aparece descrito en el decimosexto y último volumen del Diccionario geográfico-estadístico-histórico de España y sus posesiones de Ultramar de Pascual Madoz con las siguientes palabras:

ZUZA: l. del ayunt. y valle de Longuida, en la prov. de Navarra, part. jud. de Aoiz (1 leg.), aud. terr. y dióc. de Pamplona (4 1/2). sit. á la falda N. de un monte; clima frio; reinan los vientos N. y S., y se padecen inflamaciones y catarros. Tiene 10 casas; igl. parr. de entrada (San Andres) servida por un abad de provision de los vec. y matriz de las de Villaveta, y Zuasti; cementerio contiguo á la misma; una ermita (San Miguel). El térm. se estiende 1/2 leg., de N. á S. y 1/4 de E. á O., y confina N. Zuasti; E. Larrangoz; S. Iriso, y O. Liberri; comprendiendo dentro de su circunferencia un monte poblado de robles, el cual forma cord. con la sierra Gongolaz; varias canteras de piedra y diferentes prados destinados para pastos. El terreno es secano, buzal y de mediana calidad; le atraviesa un arroyo que desciende de la sierra de Izaga, y va á confundirse con el r. Erro; de sus aguas se aprovechan los vec. del l. para beber y demas usos domésticos. caminos: los locales y malos: el correo se recibe de Aoiz. prod.: trigo, avena, cebada, maiz, patatas, vino y legumbres; cria de ganado vacuno y lanar; caza de codornices, perdices y liebres. pobl.: 10 vec., 44 alm. riqueza: con el valle (V.).
(Madoz, 1850, p. 681)

En 2022, no tenía empadronado ningún habitante.